# TOSHI'81
『TOSHI'81』（としえいてぃわん）は、田原俊彦2枚目のアルバム。
1980年12月13日、NAVレコードよりリリース。

## 概要
LPの帯コピーは「ハッとして 君のハートをキャッチ!」。前作『田原俊彦』から僅か4ヶ月でのリリース。等身大ジャンボ・ポスター付。デビュー曲「哀愁でいと」収録。1989年11月22日に、デビュー10周年を記念してCD化された。

## 収録曲
1. 僕のファンキー・モンキー・レディ
作詞・作曲：宮下智　編曲：松下誠
2. 恋のテレフォン・ボックス
作詞・作曲：網倉一也　編曲：船山基紀
3. 哀愁でいと
作詞・作曲：Andrew Joseph DiTaranto, Guy Hemric
日本語詞：小林和子　編曲：飛澤宏元
4. ストリート・ブルース
作詞：小林和子　作曲：小田裕一郎　編曲：大谷和夫
5. ハロー青春
作詞・作曲：森雪之丞　編曲：船山基紀
6. ごぶさたI LOVE YOU
作詞・作曲：宮下智　編曲：船山基紀
7. 愛のレッスン
作詞・作曲：宮下智　編曲：松下誠
8. 休日のイマージュ
作詞：小林和子　作曲・編曲：高橋拓也
9. ムーンライト・センセイション
作詞・作曲：森雪之丞　編曲：戸塚修
10. ファッション・ソング
作詞・作曲：小田裕一郎　編曲：船山基紀